# Pieter Codde

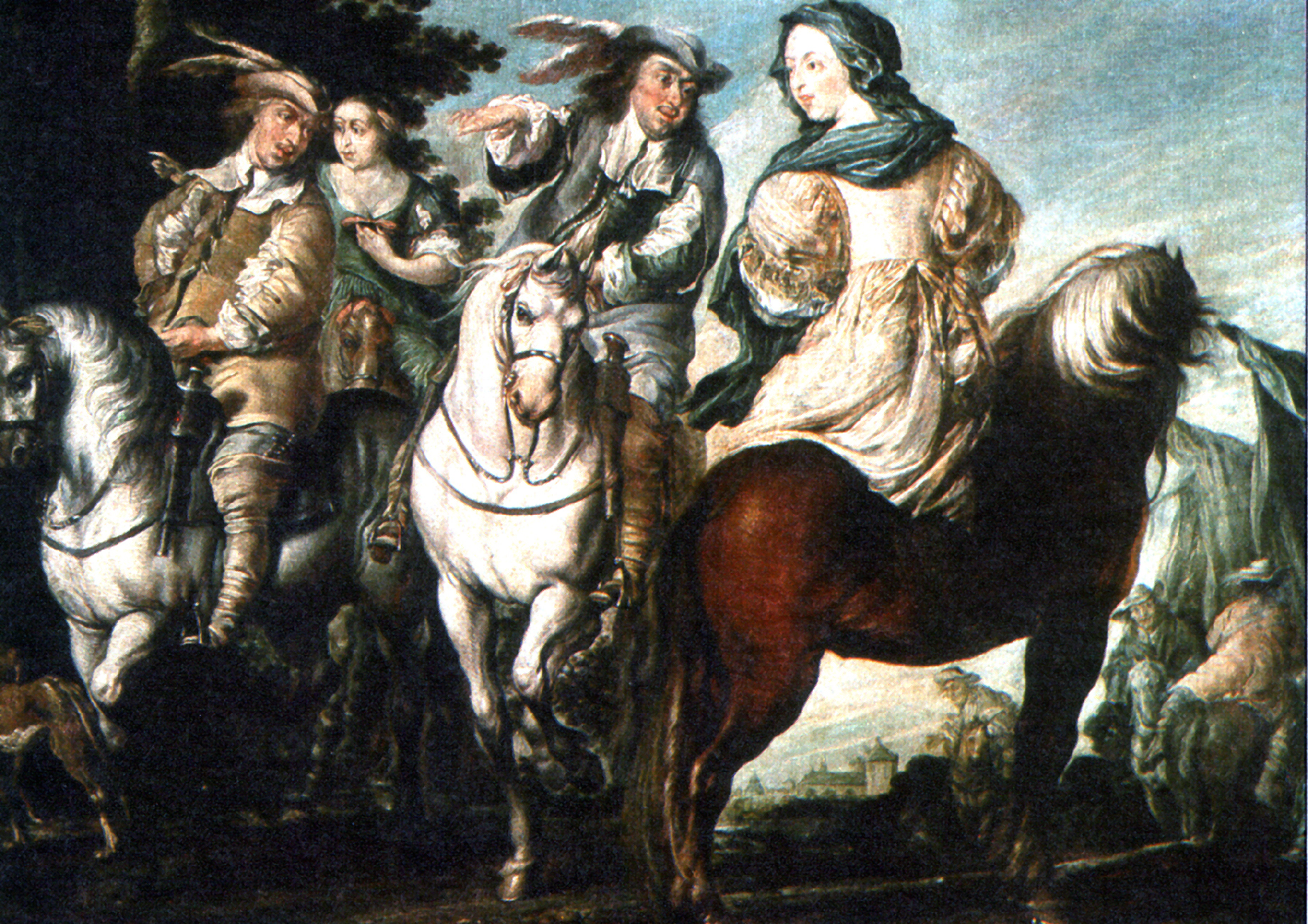
Jagdgesellschaft, Pieter Codde

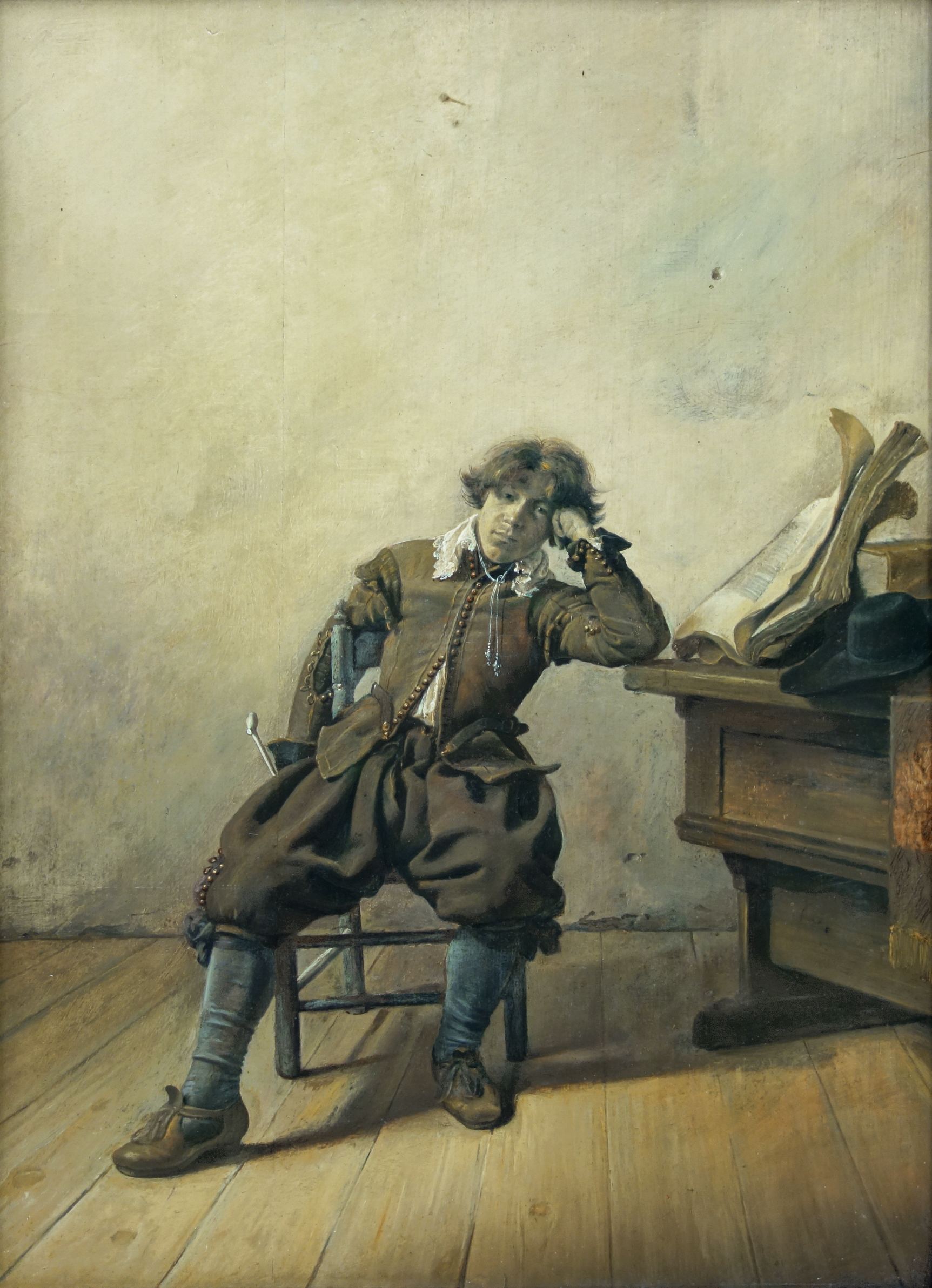
Student an seinem Schreibtisch – Melancholie, 1633

Pieter Codde (* 11. Dezember 1599 in Amsterdam; † 12. Oktober 1678 ebenda) war ein niederländischer Maler, vor allem von Genregemälden und Porträts. Daneben wirkte er auch als Dichter.

## Leben
Teilweise wird vermutet, dass Codde zusammen mit Frans Hals studierte, wahrscheinlicher ist jedoch eine gemeinsame Ausbildung mit dem Porträtmaler Barent van Someren (1572–1632) oder eventuell mit Cornelis van der Voort (1576–1624). Sein frühestes bekanntes Werk, Porträt eines jungen Mannes stammt aus dem Jahr 1626 und befindet sich heute im Ashmolean Museum in Oxford.
Die meisten seiner bekannteren Werke entstanden in Amsterdam und sind kleinformatige Gemälde.Tätig wahrscheinlich auch in Haarlem und Leiden. Viele von ihnen haben thematische Bezüge zur Musik, wie zum Beispiel sein erstes bekanntes Genregemälde, Die Tanzstunde (Louvre) von 1627, Musikalische Gesellschaft von 1639, Der Lautenspieler (Philadelphia Museum of Art) und Das Konzert, das sich heute in den Uffizien befindet. Auch das zweite in den Uffizien hängende Bild von Codde ist ein Genregemälde, Die Unterhaltung. Codde malte aber auch historisch religiöse Bilder, wie seine Anbetung der Hirten von 1645, im Rijksmuseum in Amsterdam. Das Familienbildnis mit sieben Personen entstand von Codde, Pieter 1643 und befindet sich in der Gemäldegalerie Alte Meister in Dresden.